# Panzer 38(t)
Panzerkampfwagen 38(t), foi um tanque tcheco pré-Segunda Guerra Mundial.
Após a Tchecoslováquia ser tomada pela Alemanha, foi adotado pela Wehrmatch pois era um tanque excelente perto do Panzer I e II, que eram ainda a maior parte dos blindados alemães. Vendo serviço nas Invasões da Polônia, França e Rússia. A produção terminou em 1942, quando seu armamento foi considerado inadequado. Ao todo, mais de 1.400 veículos foram fabricados.
O chassis continuaram a serem produzidos para veículos de assalto sem torre, armas anti-tanque e armas anti-aéreas, como a Marder III (produzidos entre 1942 e 1944) e Hetzer (produzidos entre 1944 e 1945).
A letra (t) representa tschechisch, a palavra alemã para Checa, a designação militar da Tchecoslováquia foi LT vz. 38. Designações do fabricante incluídas séries TNH, TNHPS, LTP e LTH. A sua designação para veículos militares na Alemanha era Sd. Kfz. 140. Era um dos melhores tanques em serviço nos primeiros anos da guerra, armado com um potente anti-tanque de 47 mm. Era capaz contra todos os tanques poloneses 7TP e TK-3/TKS, franceses Char D2, Somua S-35 Hotchkiss H35, e os soviéticos T-26 e BT-7. Foi um dos melhores tanques alemães em uso até 1942, ficando atrás apenas do Panzer III e IV.